# Cyprinion macrostomum
Cyprinion macrostomum är en fiskart som beskrevs av Heckel, 1843. Cyprinion macrostomum ingår i släktet Cyprinion och familjen karpfiskar. Inga underarter finns listade i Catalogue of Life.